# Phoeniculus castaneiceps
A Phoeniculus castaneiceps a madarak (Aves) osztályának a szarvascsőrűmadár-alakúak (Bucerotiformes) rendjéhez, ezen belül a kúszóbankafélék (Phoeniculidae) családjához tartozó faj.

## Előfordulása
Kamerun, a Közép-afrikai Köztársaság, a Kongói Demokratikus Köztársaság, a Kongói Köztársaság, Elefántcsontpart, Ghána, Guinea, Libéria, Nigéria, Ruanda és Uganda területén honos.

## Alfajai
- Phoeniculus castaneiceps brunniceps
- Phoeniculus castaneiceps castaneiceps

## Külső hivatkozások
- Képek az interneten a fajról
- Videó a fajról